# Human Rights (Women in Armed Forces) Amendment Act 2007
La loi de 2007 portant modification de la loi sur les droits de l'homme (les femmes dans les forces armées) est une loi adoptée par le Parlement en Nouvelle-Zélande en 2007. Elle supprime une exception à la loi de 1993 sur les droits de l'homme (en), qui interdisait aux femmes de jouer des rôles au combat dans les forces de défense néo-zélandaises . 

## Contexte
Lorsque la Nouvelle-Zélande a ratifié la Convention sur l'élimination de toutes les formes de discrimination à l'égard des femmes (CEDAW) en 1985, elle s'est réservée le droit de ne pas appliquer la Convention dans la mesure où elle était contraire aux politiques existantes interdisant aux femmes d'assumer des rôles au combat dans l'armée. La loi de 1993 sur les droits de l'homme (Human Rights Act) reflétait cette politique avec une clause exemptant les forces armées de l'interdiction de la discrimination fondée sur le sexe en ce qui concerne les rôles au combat. La politique contre les femmes servant au combat a été officiellement annulée par la NZDF en 2000, mais l'exemption est restée inscrite dans les statuts, ce qui constitue un obstacle à la pleine ratification de la CEDAW. 

## Introduction et passage
Le projet de loi portant amendement des droits de l'homme (les femmes dans les forces armées) a été introduit pour la première fois sur le bulletin de vote de la députée par la députée travailliste Lynne Pillay (en) le 4 mai 2006. Il a ensuite été redigé  le 24 août et présenté à la Chambre. Le projet de loi a été adopté en première lecture à l'unanimité le 6 septembre 2006 et renvoyé à la commission des affaires étrangères, de la défense et du commerce,. 
Le 15 décembre 2006, le Comité lui recommande de procéder à des modifications techniques mineures. Le projet de loi est ensuite adopté par le gouvernement en mars 2007 afin de pouvoir être adopté avant le rapport périodique de la Nouvelle-Zélande au Comité pour l'élimination de la discrimination à l'égard des femmes, plus tard cette année-là. Il est adopté à l'unanimité par la suite et franchit l'étape de la troisième lecture le 3 mai 2007,.